# مارکوس کناکوموس
مارکوس کناکوموس (انگلیسی: Markus Knackmuß؛ زادهٔ ۷ ژوئن ۱۹۷۴) بازیکن فوتبال اهل آلمان است.
از باشگاه‌هایی که در آن بازی کرده‌است می‌توان به باشگاه فوتبال دینامو درسدن، باشگاه فوتبال یان رگنسبورگ، و باشگاه فوتبال آگسبورگ اشاره کرد.